# Sara Davies
Sara Davies MBE (Coundon, Condado de Durham, 23 de abril de 1984) es una empresaria y personalidad de televisión británica. Es la fundadora y propietaria de Crafter's Companion, una empresa que fundó cuando era estudiante en la Universidad de York. En abril de 2019 se anunció que se uniría al panel del programa de televisión de la BBC, Dragons' Den, para su decimoséptima temporada, en sustitución de Jenny Campbell que decidió dejar el programa a principios de 2019. En 2021, Davies fue nombrada embajadora del noreste de Smart Works Newcastle, una organización benéfica que apoya a las mujeres desempleadas a trabajar a través de la ropa y el entrenamiento.

## Primeros años
Davies nació en Coundon, Condado de Durham, Inglaterra, en 1984. Se graduó de la Universidad de York con un título en negocios de primera clase en 2006.

## Carrera
Davies fundó Crafter's Companion, una empresa de suministros para artesanos, mientras estaba en la universidad en 2005. Durante una pasantía en una pequeña empresa de artesanía, descubrió un hueco en el mercado de una herramienta que podía crear sobres a medida para tarjetas hechas a mano y con la ayuda de un carpintero local. quien diseñó un producto llamado The Enveloper que lanzó en el canal de compras de Ideal World, vendiendo 30,000 unidades en seis meses. Cuando se graduó, el negocio facturaba 500.000 libras esterlinas.
A partir de 2019, Crafter's Companion exporta a más de 40 países en todo el mundo. La empresa tiene una sede en el Reino Unido en Newton Aycliffe, puntos de venta en Evesham, Chesterfield y Colne, una oficina central en Corona, California, y emplea a 200 personas en todo el mundo. En 2018, se dijo que la facturación de Crafter's Companion fue de casi £25 millones.
En su calidad de empresaria, Davies ayuda a las mujeres en los negocios y ofrece apoyo y orientación a las empresas como parte de su función de mentora en el Foro de Empresarios.

### Televisión
En 2015, Davies presentó el programa de artesanía Be Creative de Local Television Limited (anteriormente Made in Television). El 23 de abril de 2019, se unió a Dragons' Den de BBC Two como la inversora más joven del programa. En declaraciones a la BBC, dijo: «He sido fanática del programa desde que comenzó. Incluso me invitaron a participar en el programa hace 13 años, así que siento que he cerrado el círculo».
Desde septiembre de 2021, Davies compitió en la decimonovena temporada de Strictly Come Dancing, donde fue emparejada con el bailarín profesional Aljaž Škorjanec. Ellos fueron eliminados en la octava semana de competencia, quedando en el octavo puesto.

## Premios y honores
Davies fue nombrado Miembro de la Orden del Imperio Británico (MBE) en los Honores de Año Nuevo de 2016 por servicios a la economía.
Davies ha sido reconocida con varios premios por su trabajo como empresaria. En 2010 recibió el premio Ernst & Young a empresaria emergente del año, en 2013 se le otorgó el premio Empresaria del año en los premios Shell Women of the Year Awards y fue incluida en la lista de jóvenes emprendedores del año 2015 de Startups.co.uk. También ha recibido dos premios Lloyds Bank National Business Awards: el premio Santander a la pequeña y mediana empresa del año en 2010 y el premio a la contribución destacada a la empresa británica en 2019..

## Vida personal
Davies se casó con su esposo Simon en septiembre de 2007. La pareja tiene dos hijos y vive en Teesside.